# Halíma Bašír
Halíma Bašír (či Halima Bashir, arabsky حليمة بشير, Ḥalīma Bašīr) je súdánská lékařka a spisovatelka, autorka Slz pouště, knihy vzpomínek na genocidní konflikt v Dárfúru z pohledu místních žen.
Jako lékařka působila na dárfúrském venkově, dokud si jí nezačaly všímat súdánské bezpečnostní složky poté, co orgánům OSN nahlásila útok džandžavídů (milicionářů z řad centrální vládě loajálních dárfúrských Arabů, vesměs beduínů) proti místní škole. Později se přestěhovala do Spojeného království, kde získala azyl a dále se věnuje aktivismu a kritice vlády Umara al-Bašíra. V roce 2010 získala cenu Anny Politkovské.